# Modest (patriarcha Jerozolimy)
Modest, Modestus (ur. około 537, zm. 17 grudnia 634 w Jerozolimie) – patriarcha Jerozolimy w latach 632–634.

## Życiorys
Modest urodził się w Sivas w Kapadocji w chrześcijańskiej rodzinie około 537 r. Od młodych lat chciał zostać mnichem. Był przełożonym klasztoru Teodozego Cenobiarchy (Wielkiego) w Palestynie. W następstwie podboju Syrii i Palestyny w 614 r. przez Persów doszło do zdobycia Jerozolimy, której znaczna część ludności, w tym chrześcijanie, została zabita lub wzięta do niewoli. Spalona i zburzona została wówczas bazylika Grobu Świętego, a przede wszystkim jej główna część – Martyrium. Wśród osób znajdujących się w niewoli był również patriarcha Jerozolimy Zachariasz. W związku z tym tymczasowe administrowanie powierzono Modestowi. Przy wsparciu patriarchy Aleksandrii Jana Jałmużnika, Modestowi udało się podnieść ze zniszczeń jerozolimskie kościoły, wśród nich także bazylikę Grobu Świętego. Swoją funkcję pełnił przez 14 lat, do czasu powrotu patriarchy Zachariasza z Persji. Po śmierci Zachariasza został wybrany na jego następcę. Zmarł w 634 r. w wieku 97 lat.